# Éditions Albin Michel

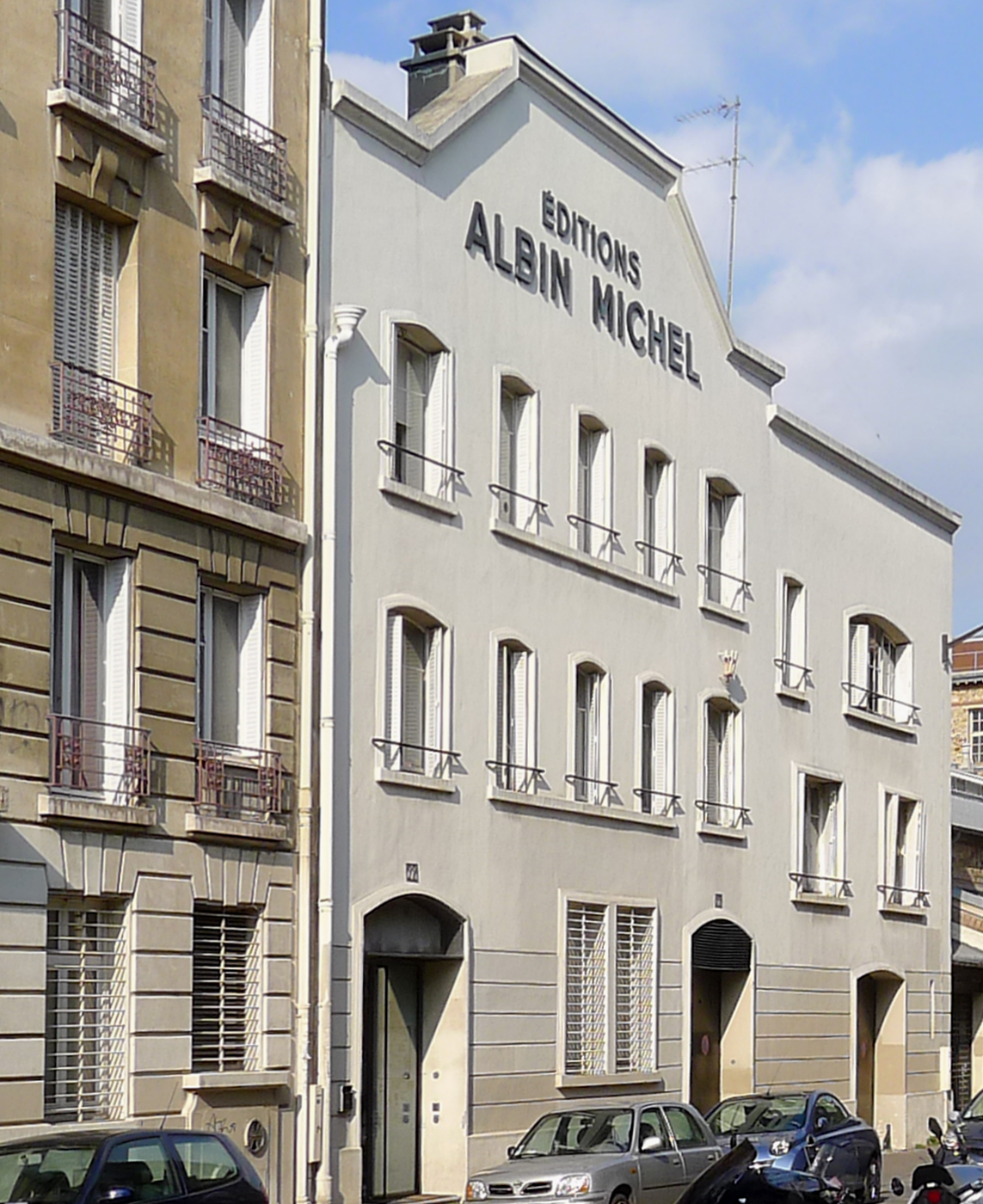
Der Sitz des Verlags in Paris

Éditions Albin Michel ist ein französischer Buchverlag.
Der Verlag wurde 1902 vom Pariser Buchhändler Albin Michel gegründet. Die ersten Erfolge waren Romane in preiswerten Taschenbuch-Ausgaben. 1910 bezog der Verlag seinen Hauptsitz in der Rue Huyghens im 14. Arrondissement. Es wurden überwiegend Romane, aber auch Sach- und Kinderbücher veröffentlicht. 1922 kamen Übersetzungen fremdsprachiger Autoren ins Programm. Nach dem Tod von Albin Michel übernahm dessen Schwiegersohn Robert Esménard die Leitung.
1979 kamen Comics ins Programm. 1988 wurde Francis Esménard Generaldirektor, ab 2019 Gilles Haéri.

## Wichtige Autoren (Auswahl)
- Romain Rolland
- Roland Dorgelès
- Victor Hugo
- Roger Vercel
- Maurice Toesca
- Arthur Conan Doyle
- Emily Brontë
- Miguel Ángel Asturias
- Thomas Mann
- Henri Barbusse
- Léon Blum
- Doris Lessing
- Mary Higgins Clark
- Stephen King
- Tom Clancy
- Clive Barker
- Sylvie Germain
- Bernard Pivot
- Amélie Nothomb
- Bernard Werber